# Сомея Міка
Сомея Міка  (яп. 染谷美佳, 2 червня 1983) — японська софтболістка, олімпійська чемпіонка.

## Виступи на Олімпіадах
| Олімпіада  | Дисципліна | Місце  |
| ---------- | ---------- | ------ |
| Пекін 2008 | софтбол    | Золото |